# Xavier de Torres
Xavier ou Javier Navarro de Torres (Barcelona, 1956) é um pintor, escultor e desenhista espanhol, tendo também desenvolvido a poesia.

## Exposiciones
- 1976 Galería Art. Expres, Gerona, Espanha
- 1979 La Caixa de Sitges, Barcelona, Espanha
- 1980 Instituto Catalán Ibero-americano, Coop, Barcelona, Espanha
- 1981 Instalación C. Tau “Sueño del Desierto”, Almeria, Espanha
- 1982 Keller Club, Bienne, Suíça
- 1985 Galería Estar Gris, Almería, Espanha
- 1986 Münchenstein, Performance, Basileia, Suíça
- 1987 Galería Argar, “Pinturas y Esculturas”, Almeria, Espanha
- 1988 Sala la Rectoría (s. XVI), “Antología Diez Años”, Barcelona, Espanha
- 1989 Odo Walz Saloons, Berlim, Alemanha
- 1990 Galerie d’ Art Imagine, Montreal, Canadá
- 1991 Galeria Jomfruburet, Oslo, Noruega
- 1992 Parque Can Mercader, Barcelona, Espanha
- 1997 Campari Bar (Art ’97), Basileia, Suíça

## Exposiciones em colaboração
- 1975 Galería Aixo. Pluc (e Ferrán Maese, escultor), Barcelona, Espanha
- 1979 Escuela Can Mercader (e J. Minguet, escritor]), Barcelona, Espanha
- 1983 Keller Club (e Ana María Godat, pintora), Biel, Suiza
- 1983 Nova Acrópole, Palacio Árabe de Abrantes (s. XI) (e Ana M. Godat), Granada, Espanha
- 1984 Alte Krone (e Ana M. Godat), Biel, Suíça

## Exposiciones em grupo
- 1983 S.P. Société d’Art Suisse, Biel, Suiza
- 1984 Trabajos de Nicaragua (S.P.S.A.S.), Biel, Suiza
- 1986 Bienal de Basileia 17.85, Bâle, Suiza
- 1989 Montserrat Gallery, Nova York, EUA
- 1990 Galerie d’Art Imagine, Montreal, Canadá
- 1990 Montserrat Gallery, Nova York, EUA
- 1993 Trabajos para UNICEF, Almeria, Espanha

## Algumas obras do artista
- Los Músicos, pintura a óleo, 1995 – 1996, 160x170 cm
- Iberia, óleo, 1995 – 1996, 105x130 cm
- Tapiz azul, óleo, 1996, 105x130 cm
- Vidriera, óleo, 1996, 105x130 cm
- Tapiz rojo, óleo, 1996, 105x130 cm
- Talla de madera, óleo, 1995, 105x130 cm
- Aliga, pedra, 17 kg, 40x20x20 cm
- Busto, pedra, 8 kg, 70x25x25 cm
- Indios, madeira-ferro, 30 kg, 100×25×25 cm
- Virgen, pedra, 100 kg, 100×40×25 cm
- Sin título, óleo, 1996, 105x135 cm
- Azul, azules, óleo, 1996, 160x170 cm
- La Gente que viene del sol, óleo, 1996, 160x170 cm
- La Gente que viene del mar, 1995, óleo, 1995 – 1996, 160x170 cm
- Hermético de Otoño, óleo, 1995 – 1996, 160x170 cm
- La virgen de Piedra, óleo, 1996, 105x130 cm
- África, óleo, 1992, 105x135 cm